# Onix Cortésová
Onix Cortésová Aldamaová (* 12. prosince 1988) je kubánská zápasnice–judistka.

## Sportovní kariéra
V kubánské ženské reprezentaci se pohybuje od roku 2006 ve střední váze. V roce 2008 prohrála olympijskou nominaci na olympijské hry v Pekingu s krajankou Anaysi Hernándezovou. Kubánskou jedničkou ve střední váze se stala od roku 2010 a v roce 2012 se bez potíží kvalifikovala na olympijské hry v Londýně. Ve druhém kole jí však vrátila porážku z předchozího mistrovství světa v Paříži Japonka Haruka Tačimotová. V roce 2016 jí kvalifikace na olympijské hry v Riu o několik bodů utekla.

### Vítězství
- 2010 - 2x světový pohár (São Paulo, Isla Margarita)
- 2012 - 1x světový pohár (Miami)
- 2016 - 1x světový pohár (Buenos Aires)

## Výsledky
| Olympijské hry          |    |    | — |   |     |    | úč. |     |    |     | —  |  |  |  |  |  |  |  |  |  |  |
| Mistrovství světa       |    | —  |   | — | úč. | 5. |     | úč. | 3. | úč. |    |  |  |  |  |  |  |  |  |  |  |
| Panamerické hry         |    | 5. |   |   |     | 1. |     |     |    | 2.  |    |  |  |  |  |  |  |  |  |  |  |
| Panamerické mistrovství | —  | 3. | — | — | 3.  | 1. | 2.  | 2.  | —  | 3.  | 5. |  |  |  |  |  |  |  |  |  |  |
| MS juniorů              | 1. |    |   |   |     |    |     |     |    |     |    |  |  |  |  |  |  |  |  |  |  |